# ناصر الدين محمود شاه بن محمد
ناصر الدين محمود شاه بن ناصر الدين محمد بن إلتمش ثامن سلاطين مماليك الهند في سلطنة دلهي، حكم محمود شاه دلهي في الفترة (1246 - 1266).

## الحكم
تولى ناصر الدين محمود سلطنة الهند سنة 644 هـ الموافق 1246، عرف عنه أنه كان حاكمًا متدينًا يقضي معظم أوقاته بين العلماء، تاركًا عبء السلطنة في يد وزيره غياث الدين بلبن، الذي اضطلع به في قدرة وكفاءة تامة، واستطاع أن يخمد الثورات التي قامت في عهده، وصد غارات المغول على الهند.
جاء في نزهة الخواطر في وصف ناصر الدين:
.
وتوفي ناصر الدين سنة 644 هـ الموافق 1266، أي أنه قضى في ملكه عشرين سنة، وبوفاته انتقل الملك من أسرة شمس الدين التمش إلى أسرة أخرى من المماليك هي أسرة غياث الدين بلبن.